# Paralimna thomae
Paralimna thomae är en tvåvingeart som först beskrevs av Christian Rudolph Wilhelm Wiedemann 1830.  Paralimna thomae ingår i släktet Paralimna och familjen vattenflugor. Inga underarter finns listade i Catalogue of Life.